# Schloss Ebneth
Koordinaten: 50° 9′ 42,7″ N, 11° 14′ 46″ O

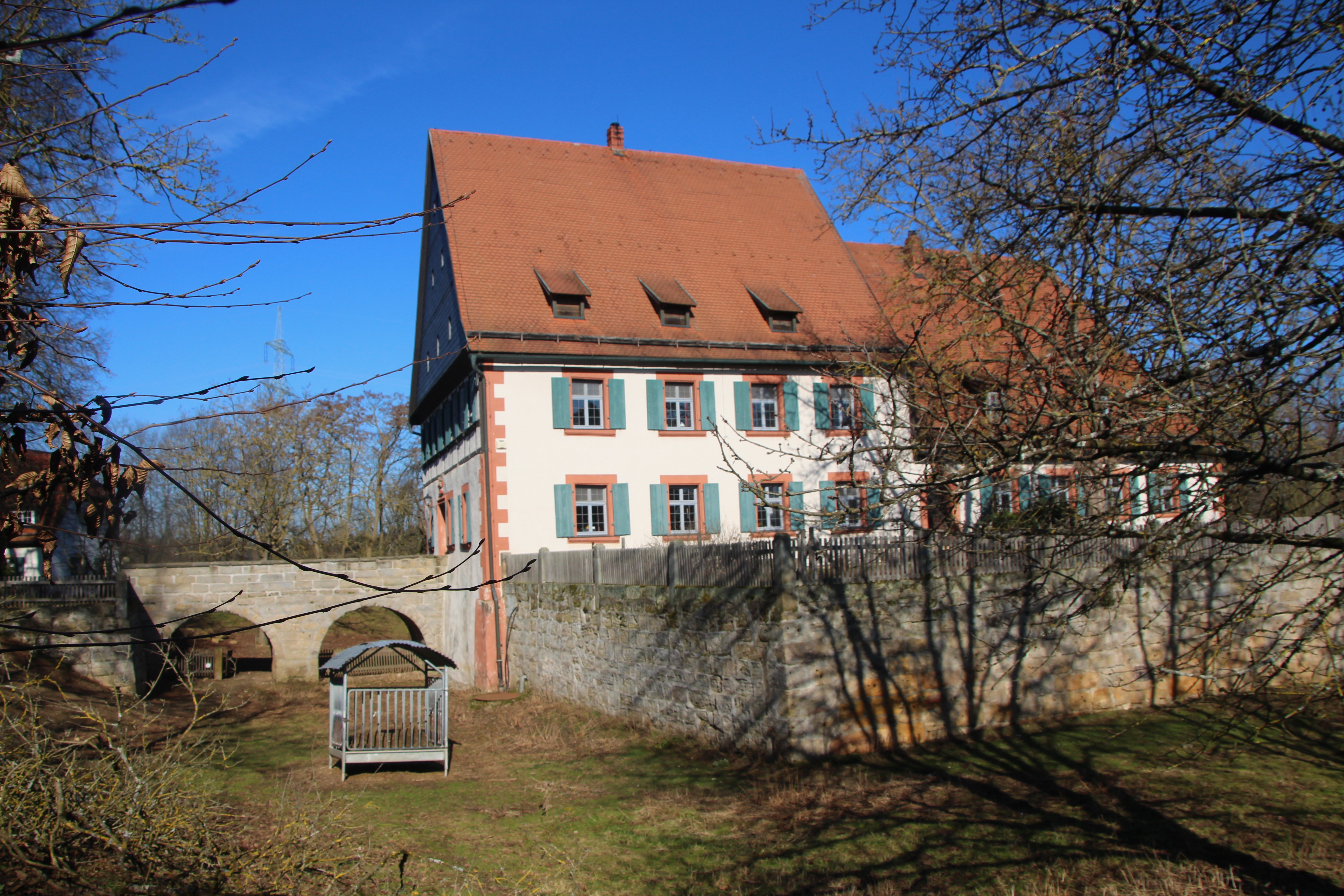
Schloss Ebneth

Schloss Ebneth ist ein Rittergut im oberfränkischen Ebneth, einem Ortsteil der Stadt Burgkunstadt. Nach mehrmaliger Zerstörung und Wiederaufbau befindet es sich in Privatbesitz.

## Geschichte

### Herrschaft der Marschälke von Ebneth
An der Stelle des Schlosses stand vorher ein anderer befestigter Adelssitz, der von den Marschälken von Ebneth errichtet worden war. Im Jahr 1353 erhielten Wolfram von Marschalk und dessen Vater Friedrich aus dem Geschlecht der Marschälke von Ebneth die Burg „Ebenot“ von Erzbischof Leopold III. als Burghut. Am 31. März 1400 erhielt Johann Marschalk die Burganlage. Sein Nachfolger war Hans Marschalk, der in mehreren Kaufurkunden über Zehnten und Güter in den Jahren 1425, 1445 und 1456 als Verkäufer oder Zeuge erschien.
Spätestens ab 1474 muss die Anlage zweigeteilt worden sein, da in einem Vertrag vom 12. Juni 1474 zwischen den Cousins Hans und Claus Marschalk geregelt ist, wie weit jeder der beiden seinen Teil mit einer Mauer umfrieden durfte und welche Ecken Türme erhalten sollten. Vermutlich wurde dieser Vertrag anlässlich von Aus- und Neubauten geschlossen, da das Schloss zu dieser Zeit stark beschädigt oder zerstört war, möglicherweise eine Folge des Hussitenkriegs im Jahr 1430. Streitigkeiten beim Bau der Anlage hatten zur Folge, dass zwischen den beiden Cousins die Unstimmigkeiten durch einen Schiedsspruch am 12. September 1479 geklärt werden mussten. Als Schiedsrichter waren Günther Brandenstein (Amtmann von Weismain und Stadtsteinach), Mertein von Redwitz (Amtmann von Kronach), Hans von Schaumberg zu Strössendorf, Klaus von Redwitz zu Küps, Hans von Guttenberg zu Vorderreuth und als Vorsitzender Hans Rauschner zu Lindenberg, Amtmann von Kasendorf, anwesend. Dabei wurde unter anderem die Lage der Aborterker an dem Ansitz bestimmt sowie ein gemeinsamer Bau von Graben, Brücke und Torhaus beschlossen. Es handelte sich also um einen Ansitz in Ebneth, der zwei Besitzer hatte und daher in zwei Hälften geteilt wurde.
Am 16. Juni 1487 erhielt das Hochstift Bamberg den halben Teil des Ansitzes (Vordere Kemenate) in Ebneth mit der Hälfte des Grabens, des Vorhofs, der Gärten, Äcker, Wiesen und Wälder als Sohn- und Tochterlehen von Claus Marschalk zu Ebneth. Im Gegenzug erhielt dieser am 30. Juli 1487 ein Hochzeitsgeld und eine Lebensrente für seine Frau Clara in Höhe von 1900 Gulden zugesichert. Die Söhne von Claus’ Cousin Hans, Kunz und Heinz Marschälke von Ebneth trugen, wohl aufgrund des getrübten Verhältnisses innerhalb der Familie, ihre Hälfte des Schlosses (Hintere Kemenate) mit Zugehörungen 1487 oder am 18. April 1490 dem sächsischen Kurfürsten Friedrich III. als Sohn- und Tochterlehen auf. Im Lehensbrief wurde der Neubau des Ansitzes vermerkt, der sich aber vermutlich auf die Jahre 1474 bis 1479 bezieht. Nach dem Tod des Claus von Marschalk gab das Hochstift Bamberg als Lehensherr seine Schlosshälfte am 2. Februar 1508 seinen Söhnen Fritz und Guntram. In einem Vertrag übereignete Fritz von Marschalk zu Wildenberg am 19. März 1514 seinem Bruder die gemeinsame Schlosshälfte samt Zugehörungen zur Alleinverwaltung. Als Guntram 1518 oder 1519 verstarb, übertrug der Bamberger Bischof am 7. Juli 1519 wieder Fritz das Lehen über die Schlosshälfte.
Im Bauernkrieg wurde das Schloss unter der Führung des Burgkunstadter Hauptmanns Hans Kälblein geplündert und niedergebrannt. Der damalige Lehensmann über die vordere Kemenate, der Sohn von Fritz von Marschalk zu Wildenberg, Wolf Christoph Marschalk, erhielt von seinem mit ihm eng verwandten Lehensherren, dem Bamberger Bischof Weigand von Redwitz als Entschädigung für den Brandschaden 1000 Gulden und weitere 80 für die entwendeten Güter. Aus dem Jahr 1548 sind als Lehensmänner der Vorderen Kemenate Leander Marschalk zu Wildenberg und Ebneth zusammen mit den Brüdern Wolf Christoph und Jörg Marschalk zu Ebneth überliefert. Unter ihnen wurde der Wiederaufbau des Schlosses begonnen, der jedoch nur teilweise durchgeführt wurde und unter der Alleinverwaltung von Jörg von Marschalk (ab 3. Juni 1557) und Klaus von Marschalk (ab 15. Oktober 1578) bis 1585 dauerte. IAm 3. November desselben Jahres erhielten die Brüder Hans Christoph und Adam die vordere Kemenate. Auf sie folgte am 12. Dezember 1594 Michel Marschalk von Ebneth zu Wildenberg. 1596 verpfändete er die bambergische Hälfte von Schloss Ebneth an Hans Adam von Künsberg gegen einen Kredit von 4000 Gulden. Bis zur vollständigen Rückzahlung im Jahr 1613 verblieb die Schlosshälfte als Pfand in fremden Besitz. Ab dem Jahr 1597 unterstand die Schlosshälfte wieder drei Brüdern, Veit Ulrich, Michael und Siegmund, wobei die beiden Erstgenannten am 11. November 1597 zugunsten ihres Bruders schriftlich auf die Rittergüter Wildenberg und Ebneth gegen eine Entschädigungszahlung verzichteten. Nach dem Tod Siegmunds im Jahr 1609 wurde der inzwischen Domherr gewordene Veit Ulrich am 1. Juni als Vormund der Söhne Siegmunds, Christoph Georg, Hans Eitel und Hans Hieronymus mit ihrer Schlosshälfte belehnt. Nach der Mündigwerdung von Christoph Georg am 10. Mai 1618 trat er selbst sein Lehen an. Seine Brüder folgten ihm am 2. Januar 1624. Im Dreißigjährigen Krieg erlitt das Schloss erneut Schäden und brannte im Jahr 1649 ab. Der Wiederaufbau dauerte bis 1657. Am 8. Februar 1673 erhielten Hans Hieronymus und dessen Cousins Wilhelm Heinrich und Adam Ernst Marschalk von Ebneth die Bamberger Schlosshälfte der Vorderen Kemenate als Lehen.

### Herrschaft der Grafen von Seckendorff
Anfang des 18. Jahrhunderts gab es keinen männlichen Nachkommen der Marschälke von Ebneth. Am 16. August 1705 heiratete Christof Friedrich von Seckendorff die Gutsherrentochter Wilhelmina Marschälkin von Ebneth. Nach ihrem Tod im Jahr 1733 erbte er das Schloss sowie den dazugehörigen Besitz, und ließ einen geometrischen Plan des Schlosses anfertigen. Der Plan gibt das Schlossgut zwar bereits als Ensemble wieder, es waren aber zu dieser Zeit noch zwei einzelne, jedoch eng zusammengebaute Anlagen. Ein Teil war das von Friedrich III. vergebene sächsische Lehen. Zu diesem gehörten das damals abgebrannte und abgegangene Schloss (dessen Grundfläche die Terrasse des heutigen Schlosses ist), die zentrale Hoffläche und ein Garten mit erhaltenem Keller hinter dem alten Verwalterhaus. An dessen Stelle steht das 1822 im Biedermeierstil errichtete Amtshaus. Dazu kamen als Wirtschaftsgebäude der Steinerne Stadel, ein im Kern noch bestehender spätgotischer Massivbau und die 1724 gebaute Neue Stallung, heute ein Baukomplex mit dem 1792 errichteten Gutshaus. Als Ersatz für die zerstörte Kapelle wurde 1749 das Erdgeschoss des Georg-Sebastianischen Marschalkhauses aus dem späten 16. Jahrhundert als Gotteshaus mit Orgel und Holzgestühl, beides im Barockstil, und Dachreiter ausgebaut. In den Andachtssal im erhöhten Erdgeschoss gelangt man über eine steile Freitreppe. Das 1657 wiedererbaute Schloss gehörte zum zweiten Lehensteil, den das Hochstift Bamberg vergeben hatte. Dazu kamen das alte Brauhaus, das Jagdhaus (seit diversen Umbauten im 19. und 20. Jahrhundert eher ein Forsthaus) und zwei Scheunen. Am Nordflügel des Schlosses wurden im Auftrag von Christof Friedrich von Seckendorff in den Jahren 1752 bis 1757 kleinere Umbauarbeiten durchgeführt.

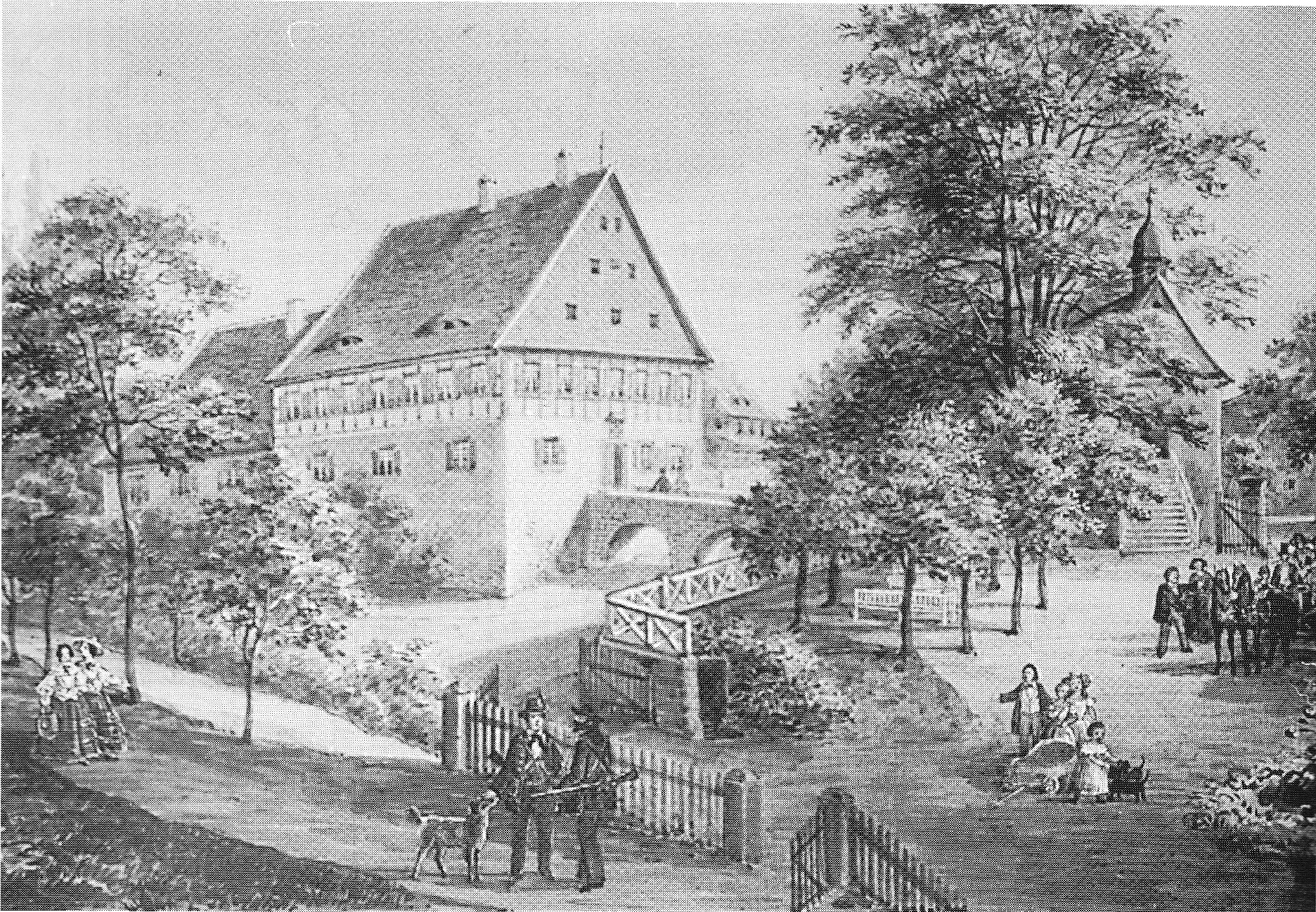
Schloss Ebneth im Jahr 1815. Gut zu erkennen ist das zweiteilige Gutshaus mit Brücke und Wassergraben sowie das als Kapelle umgebaute Georg-Sebastianische Marschalkhaus

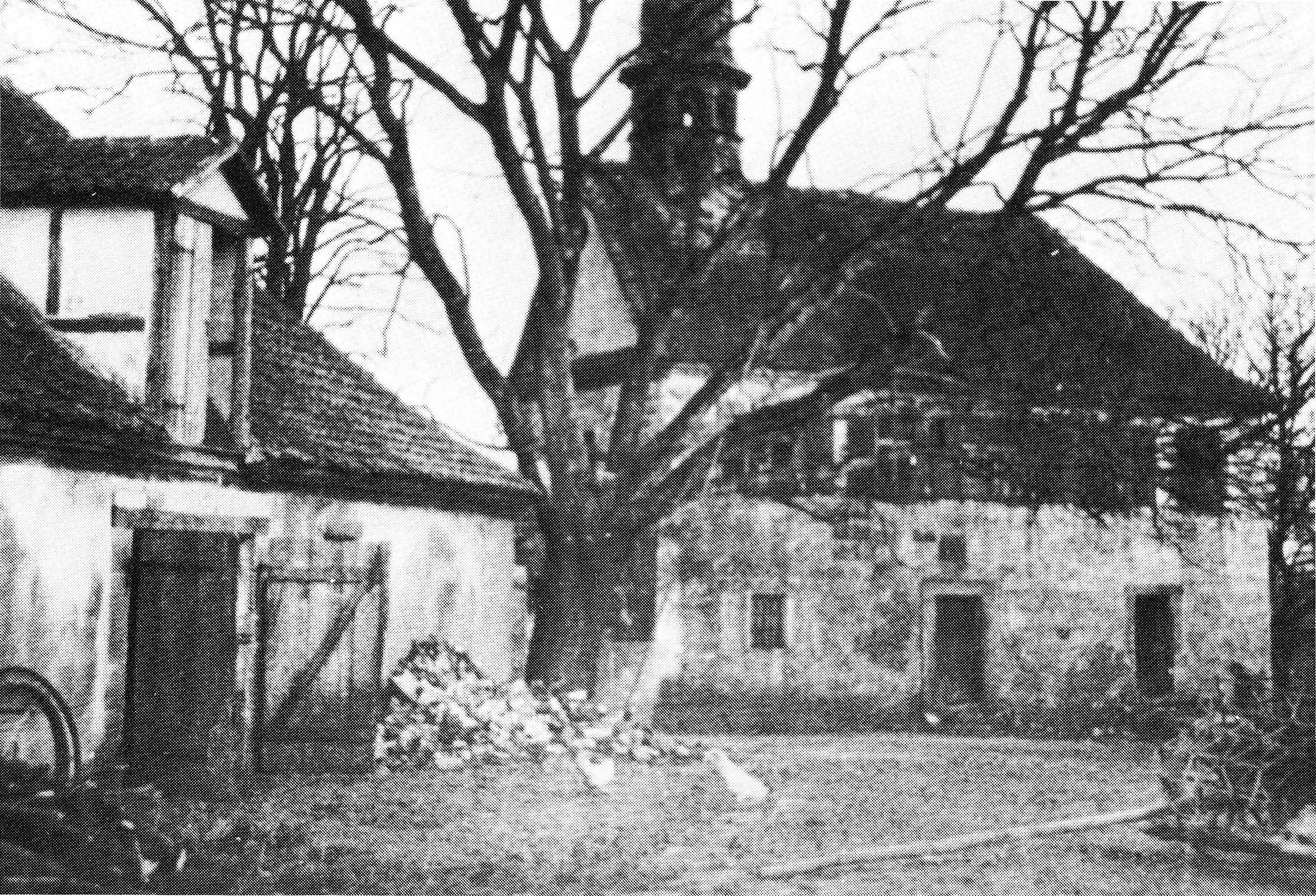
Schlosshof und Kapelle des Schloss Ebneth um 1930.

In der ersten Hälfte des 19. Jahrhunderts wurde eines der beiden um 1474 beschriebenen Teile des Schlosses abgerissen.
Zwischen 1850 und 1875 renovierten die Nachfahren des Christof Friedrich von Seckendorff die Schlossanlage. 1972 wurde die Schlossanlage mit Mitteln der Denkmalpflege renoviert. Da an der baulichen Substanz nichts verändert wurde, ist das Schloss nahezu im Zustand von 1657 erhalten.
Die gesamte Anlage, in der auch ein Modelleisenbahnladen und ein Fotostudio untergebracht sind, fiel über Isabelle Callens geb. von Seckendorff, die auch Schloss Trautskirchen erbte, an die Familie Callens-von Seckendorff. Schloss Ebneth ist auch der Sitz der von ihr gegründeten Stiftung Callens von Seckendorff Guts- und Forstverwaltung Stiftung & Co. KG Ebneth-Trautskirchen.

## Beschreibung
Das Schloss besteht aus zwei zusammengebauten, fluchtenden Satteldachbauten, mit massivem Untergeschoss und je einem oberen Fachwerkaufbau, der wie das Dach aus der Zeit des zweiten Wiederaufbaus zwischen 1649 und 1657 stammt. Von dem Haus führt eine Steinbrücke von 1744 über den ehemaligen Wassergraben in den Vorhof. Auf dem Vorhof sind sämtliche Verwaltungs- und Wirtschaftsgebäude erhalten; dazu gehören ein Forst- und Jagdhaus aus dem 18. Jahrhundert mit Umbauen des 20. Jahrhunderts und ein Brauhaus, das als eingeschossiger Walmdachbau im 18. Jahrhundert errichtet und später durch einen zweigeschossigen Anbau erweitert wurde. Ebenso gehören zu den Gebäuden im Vorhof ein Backhaus, ein Amtmannshaus sowie verschiedene Scheunen und Stallungen, darunter ein Hundezwinger mit Holzlege, und eine Kapelle. Hinter dem Haupthaus befinden sich Obst- und Ziergärten.

### Schlosskapelle
Die Kapelle beherbergt eine vollständig erhaltene historische Orgel von Johann Andreas Hofmann (* 1749 in Hohenofen (Sonneberg); † 1832 in Neustadt bei Coburg), der eine Orgelbauerdynastie in drei Generationen begründete. Von seinen 19 nachweisbaren Neubauten schuf er vier Instrumente für Schlosskapellen. Die Orgel in der Schlosskapelle Ebneth stammt aus dem Jahr 1794. Dabei übernahm er wahrscheinlich Bälge von 1619, die aus der Vorgängerorgel der Schlosskirche in Ahorn stammen. Das dreiteilige Mittelgehäuse mit überhöhtem Rundturm wird in thüringischer Art von zwei halbrunden Basstürmen mit abgerundeten Holzpfeifen im Prospekt flankiert, die mit Stanniol überzogen wurden. Die Pfeifenfelder schließen oben mit durchbrochenen Schleierbrettern aus Rocaillen und Blattwerk ab, das im Mittelturm im klassizistischen Stil ersetzt wurde. Hofmann schuf 1810 einen baugleichen, etwas flacheren Prospekt für die Auferstehungskirche in Neustadt. Das Instrument in Ebneth verfügt über sieben Register auf einem Manual und Pedal. Restaurierungen erfolgten 1972 durch Hubertus von Kerssenbrock aus Grünwald bei München und 2014. Letztere wurde durch die Deutsche Stiftung Denkmalschutz gefördert. Die seit 1794 unveränderte Disposition lautet wie folgt:
| I Manual C–d3 |       |
| Gedackt       | 8′    |
| Flötravers    | 8′    |
| Principal     | 4′    |
| Flöte touse   | 4′    |
| Octave        | 2′    |
| Mixtur II     | 1 ⁄3′ |

| Pedal C–h0   |    |
| Principalbaß | 8′ |

- Koppel: I/P

## Schutzstatus
Das Schlossgut ist durch das Bayerische Landesamt für Denkmalpflege mehrfach geschützt. Das Gelände rund um das Schloss wird als Bodendenkmal unter der Denkmalnummer D-4-5833-0166 geführt. Das Schloss selbst ist ein Baudenkmal mit der Nummer D-4-78-116-92, die Anlage in ihrer Gesamtheit hat als denkmalgeschütztes Ensemble die Nummer E-4-78-116-2.